# نيناد مارينكوفيتش
نيناد مارينكوفيتش (بالصربية: Ненад Маринковић)‏ هو لاعب كرة قدم صربي في مركز الهجوم، ولد في 28 سبتمبر 1988 في Knjaževac ‏ في صربيا. شارك مع منتخب صربيا تحت 17 سنة لكرة القدم ومنتخب صربيا تحت 19 سنة لكرة القدم ومنتخب صربيا تحت 21 سنة لكرة القدم. أما مع النوادي، فقد لعب مع أوفي كريت ونادي بارتيزان ونادي بني يهودا تل أبيب ونادي سيرفيت.

## وصلات خارجية
- نيناد مارينكوفيتش على موقع الاتحاد الأوربي (الإنجليزية)
- نيناد مارينكوفيتش على موقع اتحاد تركيا (لاعب) (الإنجليزية)
- نيناد مارينكوفيتش على موقع قاعدة بيانات كرة القدم.إي يو (الإنجليزية)
- نيناد مارينكوفيتش على موقع Soccerway.com (الإنجليزية)
- نيناد مارينكوفيتش على موقع عالم كرة القدم.نت (الإنجليزية)
- نيناد مارينكوفيتش على موقع AS.com (الإسبانية)